# Pollenanalys

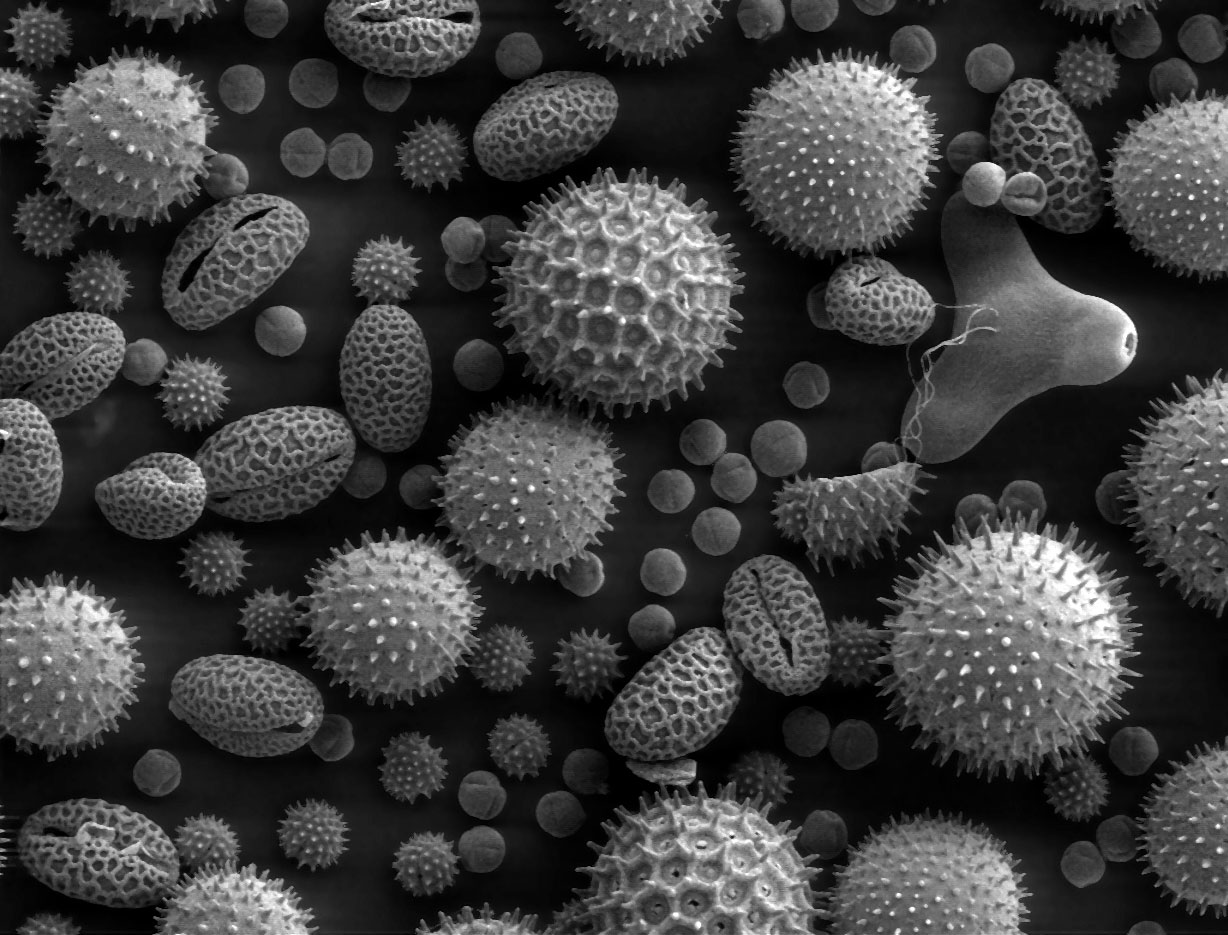
Några olika pollen sedda i elektronmikroskop

Pollenanalys, eller pollenstatistik, ibland palynologi som är hela pollenvetenskapen, är en paleobotanisk teknik med vilken man studerar pollenkorn i torv och sediment. Tekniken utvecklades 1919 främst av Lennart von Post, som fick sin inspiration av Gustaf Lagerheims och Rutger Sernanders arbeten. Analysen har betydelse för ekologisk arkeologi och ekologisk evolution, tidigare som metod för datering och numera för studier i växtlighet under olika tidsperioder.
Pollenanalys utgör idag den främsta metoden för att skaffa kunskap om hur våra förhistoriska skogar såg ut. Metoden vilar på den enorma produktion och spridning av pollen som fröväxter står för. En del av pollenkornen hamnar på ställen där de sedimenterar - främst sjöar, mossar och kärr - och sedan kan bevaras i hundratusentals år. Dessa fuktiga och ganska syrefattiga miljöer bryter inte ner pollenkornets ytterskal.
I det fuktiga underlaget sänker man ner ett tunt, ihåligt rör. På det här sättet hämtar man upp borrkärnan ur sedimentet, vars lagerföljd visar hur länge pollenkornen legat på de olika djupen. Åldern på de olika lagerföljderna bestäms med kol-14-metoden. Med hjälp av mikroskop bestäms pollenkornen till art eller släkte.
Bland annat på grund av att olika arter avger olika stor mängd pollen är inte mängden pollen i en borrkärna direkt proportionell mot hur vanliga de olika växterna var i omgivningen. För att kunna bestämma den verkliga sammansättningen av t.ex. olika trädslag i en förhistorisk skog har man därför beräknat en korrelationfaktor för varje art. Förhållandet mellan pollenförekomsten från gräs resp träd från en viss tidsperiod ger en vägledning om hur pass sluten (eller öppen) skogen var.
År 1916 var den svenske geologen Lennart von Post den förste att presentera ett pollendiagram (där olika arters pollenmängd jämförs över tiden).

### Utländska
- Pollenanalys, , "Pollenanalyse" på danska PalaeoWiki
- Nationalmuseets Naturvidenskabelige Undersøgelser, Vejledning (Danska)